# Acid fosforos
Acidul fosforos (numit și acid fosfonic) este un acid anorganic al fosforului, solubil în apă, alcool și eter, care conține mai puțin oxigen decât acid fosforic și care este întrebuințat ca reducător puternic în chimia analitică. Formula chimică a acidului fosforos este H3PO3. Sărurile acidului fosforos se numesc fosfiți. 
Prezintă cristale incolore. Este un reducător energic al unor săruri ale unor metale mai puțin active decât hidrogenul (cupru, argint, mercur, aur).

## Obținere
Se poate produce prin hidroliza trihalogenurilor de fosfor.